# Grivița SA
Grivița SA este o companie producătoare de metale feroase și semifabricate din România.
La sfârșitul anului 2005, compania a vândut active constând în terenuri și clădiri situate in sectorul 1 al Bucureștiului, în imediata vecinătate a fabricii, totalizând 2,7 hectare, către PBS Real Estate Holdings SRL, pentru suma de 9 milioane de euro.
La momentul respectiv, pachetele importante de acțiuni erau deținute de Metanef SA București (40%) și Rombiz Impex SRL București (32%).
În martie 2006, compania a fost preluată de compania imobiliară Metropolis Real Estate Developers.
Cifra de afaceri în 2004: 1,9 milioane euro

## Metanef
Metanef, înființată în 1992, este unul din cei mai mari comercianți cu produse metalice din România, fiind controlată de omul de afaceri Ștefan Mărgineanu.
Metanef livrează materii prime și produse finite atât pentru clienți interni, cât și externi.
Metanef mai controlează pachetul majoritar de 74,15% din acțiunile societății Minmetal Constanța și 50,8% din acțiunile Neferal București.
Ștefan Mărginean este inginer metalurg, iar în timpul regimului comunist a fost o perioadă responsabil cu exporturile de aluminiu.
După facultate a lucrat șapte ani la Institutul de proiectări și cercetări pentru metale neferoase, iar apoi cinci ani la Agenția Economică a României din Tokyo.
În 1980, a revenit în țară și a fost numit șef de birou la Metalexportimport, responsabil cu exporturile de aluminiu.